# (35553) 1998 FK116
1998 FK116 (asteroide 35553) é um asteroide da cintura principal. Possui uma excentricidade de 0.11918800 e uma inclinação de 7.73902º.
Este asteroide foi descoberto no dia 31 de março de 1998 por LINEAR em Socorro.